# Lac qui Parle (rivière)
Pour les articles homonymes, voir Lac qui parle (homonymie).
La rivière Lac qui Parle (Lac qui parle river) est un affluent de la rivière Minnesota, située dans l'État du Minnesota aux États-Unis, donc un sous-affluent du Mississippi.

## Géographie
Son cours mesure 190 km de long. Un de ses principaux affluents, la rivière "West Branch Lac qui Parle" (89 km de long) coule également dans l'État du Dakota du Sud.
Un peu plus des deux tiers des versants du bassin fluvial de la rivière Lac qui Parle sont dans le Minnesota.
La rivière Lac qui Parle fait partie du bassin hydrographique du fleuve Mississippi, drainant une superficie de 2 994 km2 dans une région agricole.
La source de cette rivière se situe dans le lac Hendricks à la limite des comtés de Lincoln dans le Minnesota et du Comté de Brookings dans le Dakota du Sud. La rivière dévale rapidement depuis les hauteurs du "Coteau des Prairies", un plateau morainique séparant les rivières Missouri et Mississippi, de 76 mètres sur une distance de 13 km.
La rivière se jette dans le "Lac qui parle" formé par un barrage, avant de rejoindre la rivière Minnesota.

## Étymologie
Son nom d'origine française rappelle qu'autrefois, les coureurs des bois et autres trappeurs français et canadiens français parcouraient cette région septentrionale de la Louisiane française. Ce nom est la traduction d'une expression lakota des peuples amérindiens Sioux.

## Notes et références

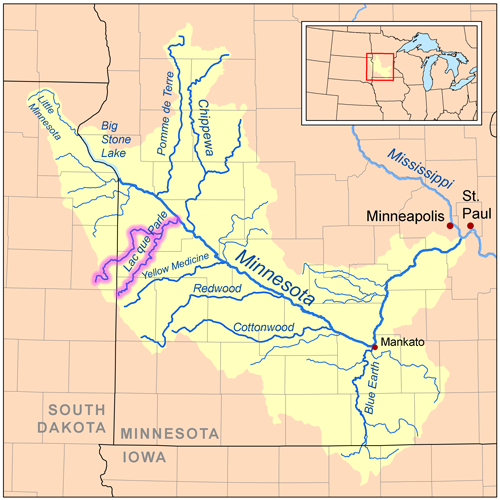
Localisation de la rivière Lac qui Parle.